# Rățoiul cel mic
Rățoiul cel mic este cel de-al 47-lea desen animat cu Tom și Jerry. Acesta a fost realizat în 7 ianuarie 1950. Este primul episod în care apare Rățoiul.

## Sinonim
Tom fură un ou, și îl pune pe cuptor. Dar în loc de albuș, din ou iese un rățoi. Văzând că Tom vrea să-l prăjească, Jerry face tot posibilul să-l ajute pe rățoi.